# Нёбельс, Марсель
Марсе́ль Нё́бельс (нем. Marcel Noebels; род. 14 марта 1992, Тёнисфорст, Северный Рейн-Вестфалия) — немецкий профессиональный хоккеист, нападающий. Игрок сборной Германии по хоккею с шайбой.

## Биография
Родился в 1992 году в городе Тёнисфорст. Воспитанник школы хоккея клуба «Крефельд Пингвин». Выступал за различные молодёжные клубы в юношеской лиге Германии. В сезоне 2009/10 дебютировал за «Крефельд» в Высшей немецкой лиге, сыграл 33 матча регулярного сезона, забросил 1 шайбу и отдал 2 голевые передачи.
В 2011 году на драфте НХЛ права на игрока были закреплены за командой «Филадельфия Флайерз». С 2010 по 2012 год игрок выступал в Западной хоккейной лиге за команды «Сиэтл Тандербёрдз» и «Портленд Уинтерхокс». Всего в лиге в 150 встречах отметился 56 шайбами и 79 голевыми передачами. С 2012 по 2014 год —
игрок команды Американской хоккейной лиги «Эдирондек Фантомс». В АХЛ за 95 матчей набрал 16 очков за результативность по заброшенным шайбам и 8 очков —— по отданным голевым передачам. Также провёл несколько матчей за команду лиги Восточного Побережья «Трентон Тайтанс».
В 2014 году вернулся в Германию, подписав контракт со столичной командой «Айсберен Берлин». В сентябре 2016 года выбыл из строя команды на полгода из-за тяжёлой травмы колена.
За национальную команду Германии выступал на юниорских и молодёжных соревнованиях. В 2013 году дебютировал за основную команду на чемпионате мира по хоккею с шайбой.